# Pius Ncube
Pius Alick Mvundla Ncube (ur. 31 grudnia 1946 w Filibusi) – zimbabwejski duchowny rzymskokatolicki, w latach 1998-2007 arcybiskup Bulawayo.

## Życiorys
Święcenia kapłańskie przyjął 26 sierpnia 1973. 24 października 1997 został prekonizowany biskupem Gweru. Sakrę biskupią otrzymał 25 stycznia 1998. 11 września 2007 zrezygnował z urzędu.
Był krytykiem działalności prezydenta Roberta Mugabe. Oskarżał przywódców afrykańskich o ignorowanie kryzysu w Zimbabwe. W 2004 sporządził raport na temat nieprzestrzegania praw człowieka w kraju, jednak został on usunięty z porządku obrad Unii Afrykańskiej pod naciskiem rządu Mugabe.